# 纳斯 (奥地利)
纳斯（德語：Naas）是奥地利施蒂利亚州魏茨县的一个市镇。总面积20.75平方公里，总人口1404人，人口密度67.7人/平方公里（2005年）。